# V412 Большого Пса
V412 Большого Пса (лат. V412 Canis Majoris) — одиночная переменная звезда в созвездии Большого Пса на расстоянии приблизительно 19062 световых лет (около 5845 парсеков) от Солнца. Видимая звёздная величина звезды — от +13,84m до +13,75m.

## Характеристики
V412 Большого Пса — вращающаяся переменная звезда типа BY Дракона (BY:).